# Выборы в самоуправления Литвы и прямые выборы мэров самоуправления (2019)
Очередные выборы в советы 60-и самоуправлений Литвы и вторые прямые выборы мэров самоуправлений. 1-й тур состоялся 3 марта 2019 года. 
2-й тур выборов мэров в самоуправлениях, в которых в 1-м туре никто из кандидатов не набрал более 50 % голосов, состоялся 17 марта.
у
2019 год в Литве назван годом выборов. Кроме выборов мэров и советов самоуправлений, в этом году состоялись два тура Президентских выборов и выборы в Европарламент.

## Ход выборов
25 сентября 2018 года Сейм Литвы назначил дату выборов 3 марта 2019 года.
7 ноября 2018 началась политическая кампания и регистрация выборных комитетов. Затем ЦИК Литвы установил нужное количество членов каждого самоуправления, количество подписей для регистрации кандидатов в мэры и регистрации списков кандидатов, образовал избирательные комиссии самоуправлений. С 8 по 28 декабря принимаются заявки на регистрацию кандидатов и через 3 дня после регистрации выдаются листы для подписей, а также на странице ЦИК в интернете появляется возможность оставить электронную подпись. 17 января должны быть возвращены все листы для подписей. До 27 января из списков кандидатов вычёркиваются лица, которые пытались кандидатировать в несколько советов самоуправлений, которые пытались скрыть свою судимость  и не предоставившие все необходимые документы, которые отказались от участия в качестве кандидата. Также до 27 января можно было создать коалиции по спискам.
27 и 28 февраля состоялись предварительные выборы во всех зданиях самоуправлений Литвы, где можно было проголосовать за кандидатов самоуправления, в котором прописан избиратель и не посещать выборы 3 марта.
С 27 февраля по 1 марта состоялись выборы в воинских частях, в местах заключения и больницах.
1 и 2 марта состоялись выборы дома у лиц старше 70-ти лет, у имеющих инвалидность и больных.
3 марта с 7:00 до 20:00 состоялся 1-й тур. После окончания сразу же начался подсчёт голосов и к утру 4 марта были известны предварительные результаты.

## Результаты выборов

### Количество голосовавших избирателей. 1-й тур
| Дата       | Количество избирателей | Предварительное голосование | Специальное голосование | Голосование дома | Всего проголосовало | Количество процентов |
| ---------- | ---------------------- | --------------------------- | ----------------------- | ---------------- | ------------------- | -------------------- |
| 27 февраля | 2 458 812              | 27 928                      | 6 993                   | 0                | 34 921              | 1,42                 |
| 28 февраля | 2 458 812              | 67 452                      | 11 262                  | 29               | 78 743              | 3,20                 |
| 1 марта    | 2 458 812              | 68 098                      | 12 070                  | 48 264           | 128 432             | 5,22                 |
| 2 марта    | 2 458 812              | 68 098                      | 12 088                  | 73 428           | 153 614             | 6,25                 |
| 3 марта    | 2 458 812              |                             |                         |                  | 1178761             | 47,9                 |

### Количество голосовавших избирателей. 2-й тур
| Дата     | Количество избирателей | Предварительное голосование | Специальное голосование | Голосование дома | Всего проголосовало | Количество процентов |
| -------- | ---------------------- | --------------------------- | ----------------------- | ---------------- | ------------------- | -------------------- |
| 13 марта | 1 671 905              | 21 003                      | 4 348                   | 0                | 25 351              | 1,52                 |
| 14 марта | 1 671 905              | 46 987                      | 7 612                   | 30               | 54 629              | 3,27                 |
| 15 марта | 1 671 905              | 46 987                      | 7 844                   | 30 423           | 85 254              | 5,10                 |
| 16 марта | 1 671 905              | 46 987                      | 7 851                   | 50 668           | 105 506             | 6,31                 |
| 17 марта | 1 671 447              |                             |                         |                  | 583 851             | 34,91                |

### Результаты
По результатам 1-го тура были избраны члены всех 60-ти самоуправлений (всего 1970) и 19 мэров. Во 2-м туре были избраны 41 мэр.
По результатам обоих туров 15 мэров выиграли представители ЛСДП, 11 - СО-ЛХД, по 6 - СКЗЛ и ЛДЛР, 5 - ПиС, 2 - ИАПЛ-СХС, по 1 - ПТ и ССЛ(Л), 12 - различных комитетов и 1 самовыдвиженец.
Членами самоуправлений стали представидели следующих партий, комитетов и самовыдвиженцов:
- Представители различных комитетов - 317
- ЛСДП - 274
- СО-ЛХД -274
- СКЗЛ - 223
- ЛДЛР - 126
- ПТ - 62
- ИАПЛ-СХС - 54
- ПиС - 54
- ССЛ(Л) - 32
- СДТПЛ - 24
- Коалиция "Единые Биржай" - 12
- Коалиция Зуокаса и вильнюсцев "Счастливый Вильнюс" - 10
- СЦЛ - 8
- Правоцентристская коалиция - 6
- ЛПЗ - 5
- СЛН - 5
- Коалиция Союз отечества - 4
- Коалиция "За право расти" - 4
- Коалиция Зарасайского края - 3
- Коалиция Игналинского края - 2

## Повторные выборы
По результатам парламентских выборов 2020 года в Сейм попал мэр Радвилишкского района Антанас Чепононис, поэтому на 11 апреля 2021 года были назначены повторные выборы мэра Радвилишкского района.